# 장자석
장자석(場磁石, field magnet) 또는 마당 자석은 전동기나 발전기 등에 든, 자기장을 발생시키는 자석이다. 영구 자석이나 전자석을 쓸 수 있다.

## 분류

### 전자석
일반적으로 전자석의 경우 직류 전류에 연결하지만, 전동기로서 사용하는 경우는 교류에 연결하기도 한다.
직류 정류자 전동기의 경우, 돌림힘이 전류의 제곱에 비례해 증가하므로, 부하에 응한 전류를 흘리는 것으로 회전수를 제어할 수 있다. 이것을 직류 특성이라고 한다.
또한, 전류를 끊어 관성으로 회전시키면 장자석의 자기력에 의한 저항이 없어지는 이점이 있으므로, 전동차 등에 쓰인다.
동기기(同期機)의 경우, 전류를 변화시켜 일률을 조절할 수 있다.

### 영구 자석
계자 코일이 없기 때문에 그 전기 저항에 의한 손실이 없어 효율이 높다. 장자석의 자기장이 일정하므로 분권 특성을 나타내어 회전수를 자유롭게 제어할 수 없다. 반대로 회전수를 일정하게 유지하기 쉬워 크레인 등의 전동기에 쓴다.

## 같이 보기
- 동기속도